# Episodi di Longmire (quinta stagione)
La quinta stagione della serie televisiva Longmire è stata interamente pubblicata su Netflix il 23 settembre 2016.
In Italia la stagione va in onda su TOP Crime dal 12 maggio al 10 giugno 2017.
| nº | Titolo originale             | Titolo italiano              | Prima TV USA      | Prima TV Italia |
| -- | ---------------------------- | ---------------------------- | ----------------- | --------------- |
| 1  | A Fog That Won't Lift        | Una nebbia che non si dirada | 23 settembre 2016 | 12 maggio 2017  |
| 2  | One Good Memory              | Un buon ricordo              | 23 settembre 2016 | 12 maggio 2017  |
| 3  | Chrysalis                    | L'apparenza                  | 23 settembre 2016 | 19 maggio 2017  |
| 4  | The Judas Wolf               | Il lupo della morte          | 23 settembre 2016 | 19 maggio 2017  |
| 5  | Pure Peckinpah               | Uno spacciatore in meno      | 23 settembre 2016 | 26 maggio 2017  |
| 6  | Objection                    | La mafia irlandese           | 23 settembre 2016 | 26 maggio 2017  |
| 7  | From This Day Forward        | Finché morte non vi separi   | 23 settembre 2016 | 3 giugno 2017   |
| 8  | Stand Your Ground            | Difendi la tua terra         | 23 settembre 2016 | 3 giugno 2017   |
| 9  | Continual Soiree             | Il controllo                 | 23 settembre 2016 | 10 giugno 2017  |
| 10 | The Stuff Dreams Are Made Of | Una questione politica       | 23 settembre 2016 | 10 giugno 2017  |